# Neocryptopteryx metriurus
Neocryptopteryx metriurus là một loài tò vò trong họ Ichneumonidae.